# 磷酸钠
磷酸钠（化学式：Na3PO4）為磷酸鹽，是一種无机化合物。一般磷酸鈉指的是十二水合磷酸鈉(Na3PO4‧12H2O) ，另有無水磷酸鈉，易溶於水變為強鹼溶液(PH值13~14)。

## 用途

### 工业
常用於製作软水剂、锅炉清洁剂、金属防锈剂等。

### 食品业
作为添加剂可改善食品的结着力和持水性，并可为糖汁净化剂。
可以防腐、調解食品酸度。也可以用在醬料、甜點的餡料中使油脂和水均勻混合。用在麵團中則可以使麵團膨脹。在保久乳中可以延長保鮮期。所以各式起司、奶油、冰品甜品、預製麵團和派皮等烘培物、泡麵、飲料中等皆可能使用。
磷酸鈉中的「磷」與「鈉」皆須經由腎臟排出，對腎臟功能已經不好的患者，更是一種負擔。
腎功能不好、洗腎患者，「磷」與「鈉」排不出去，會導致血液中的鈣離子降低，恐出現便秘、抽搐、抽筋，嚴重還會引起心律不整。
消費者很容易不知不覺攝取過多的磷酸鈉。而長期攝取過多磷酸鈉會導致骨質疏鬆、心臟瓣膜疾病、血管硬化、高血壓等疾病。並會導致腎臟疾病惡化。已被多國醫學會建議注意攝取量。

## 製備
磷酸氢二钠溶液中加入烧碱或磷酸与烧碱按计量比反应即可制得磷酸钠。

## 參照
1. ↑  Merck Index, 11th Edition, 8615.
2. 1 2 3  来源：Sigma-Aldrich Co., Sodium phosphate （2014-05-25查阅）.
3. ↑  . 元氣網.   [2018-08-08]. （原始内容存档于2018-08-08）.
4. ↑  . U•Nature Taiwan.   [2018-08-08]. （原始内容存档于2018-08-08）.